# Foreste miste di pianura del Fiume Giallo
Le foreste miste di pianura del Fiume Giallo sono un'ecoregione dell'ecozona paleartica, definita dal WWF (codice ecoregione: PA0424), situata in Cina.

## Territorio
Se si raccogliesse una manciata di terra dalla pianura del Fiume Giallo (Huang He), è probabile che ciò che teniamo in mano sia stato trasportato a valle dal Fiume Giallo dalle colline di loess della Cina centro-settentrionale. Questi ricchi depositi di sedimenti indicano che la pianura della Cina settentrionale è particolarmente fertile e adatta all'agricoltura. Poiché questa zona è stata coltivata per così tanto tempo, gran parte delle foreste miste di pianura del Fiume Giallo sono state eliminate, ma l'ecoregione contiene ancora una vasta gamma di habitat. Le zone umide qui presenti, per esempio, costituiscono una fermata di rifornimento per molti uccelli migratori.

## Flora
I piccoli frammenti di foresta originaria sono costituiti per lo più da alberi decidui come querce, olmi e pistacchi. Tuttavia, quasi tutte queste foreste sono state sostituite da foreste di pino rosso. Conifere e cipressi crescono sulle montagne più elevate. Conifere native e altre specie di pino e larice sono state introdotte da altre aree e ora crescono al posto della copertura forestale originaria. Durante il Pleistocene, l'era che ebbe inizio circa 1,6 milioni di anni fa ed ebbe termine circa 10.000 anni fa, la penisola dello Shandong era collegata alla penisola di Dalian, posta più a nord. Di conseguenza, vi crescono foreste caratteristiche della Cina nord-orientale, con querce native, tigli e conifere, assieme a specie introdotte.

## Fauna
La penisola dello Shandong costituisce una zona di nidificazione per uccelli protetti quali l'aquila di mare (Haliaeetus albicilla) e l'otarda (Otis tarda). Le riserve naturali di Rongcheng e di Nansi Hu sono visitate da uccelli acquatici migratori, tra cui cigni, gru e smerghi squamati (Mergus squamatus). Tra i mammiferi protetti di questa ecoregione figurano leopardi (Panthera pardus) e cervi sika (Cervus nippon). La penisola dello Shandong è un sito di nidificazione per gli uccelli marini e di svernamento per gli uccelli acquatici migratori; vi si trovano inoltre otto specie di piante considerate in pericolo di estinzione.

## Conservazione

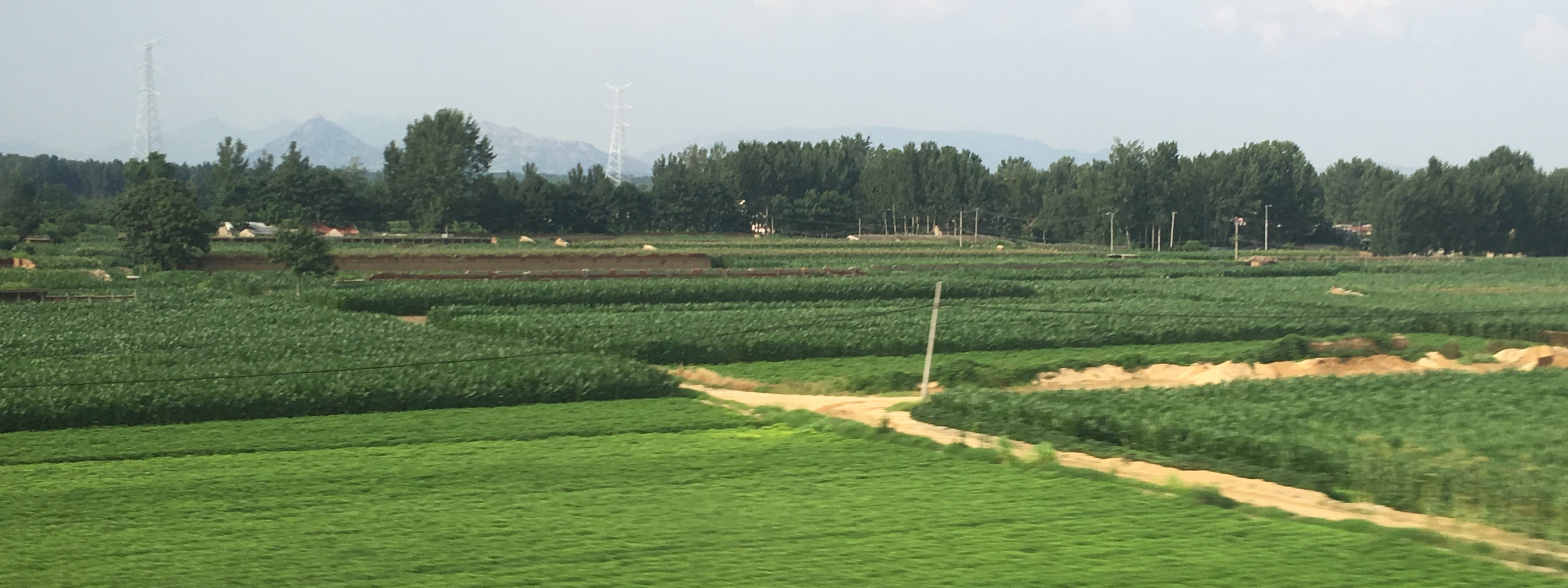
Fattorie nella provincia di Shandong nella pianura di Huang He

La limitata estensione di terreni protetti esistenti in questa regione è attualmente ricoperta da boscaglia secondaria e da distese erbose. Non vi è alcun tipo di protezione per i tipi di vegetazione originaria come le foreste di latifoglie decidue e le praterie paludose. Oltre alla distruzione degli habitat, anche la caccia e il pesante utilizzo di pesticidi costituiscono minacce per le popolazioni di fauna selvatica.